# Adlectio

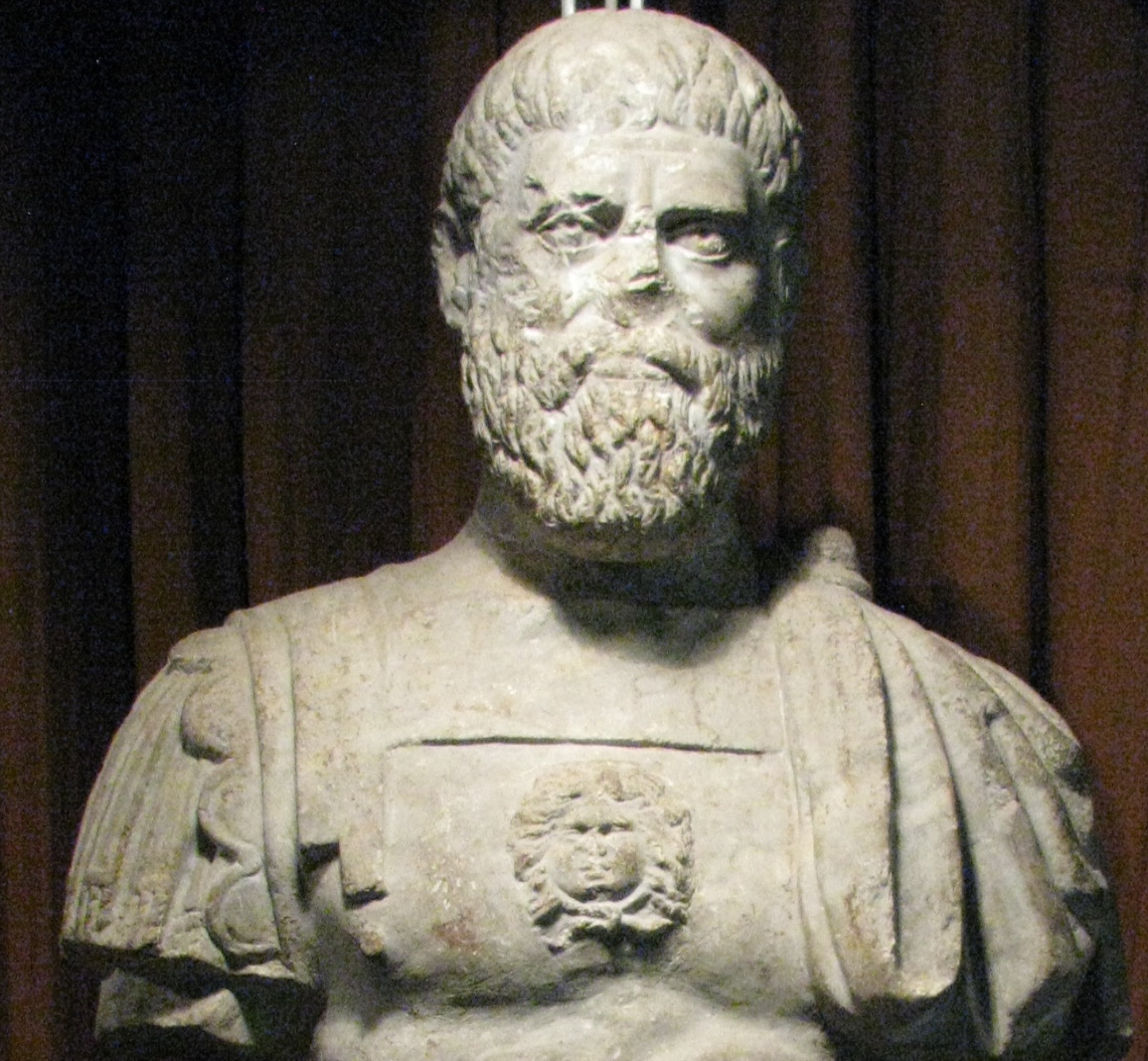
Il futuro imperatore Pertinaceadlectio in senato, entrando a far parte dei pretorii.

L'adlectio era una particolare procedura giuridica e politica del sistema istituzionale dell'antica Roma con la quale si era ammessi a far parte di un corpo politico, amministrativo, militare o religioso tramite la nomina alla nuova carica da parte di un magistrato, di un imperatore o del senato. 
Nel periodo repubblicano, a maggioranza composto da patrizi, venivano designati come "adlecti" i senatori di origine plebea, e, più tardi, i senatori nominati in occasione di eventi eccezionali e in soprannumero anche superando cioè il numero stabilito dei membri dell'assemblea senatoria.
Nell'età imperiale l'adlectio veniva usata non solo per consentire a un cittadino di entrare a far parte del senato ma anche per promuovere un senatore ad una carica più alta. 
Il censore era il magistrato che durante l'età repubblicana con l'adlectio poteva nominare direttamente un senatore inserendolo tra quelli di rango più basso. Per questo motivo anche l'imperatore, a cui era attribuita la carica di censore, poteva effettuare a suo arbitrio nomine dirette. Quando Domiziano venne nominato a vita censore, questo potere fu riconosciuto a tutti gli imperatori che a lui seguirono senza che assumessero il titolo di censore. La nomina imperiale, rispetto a quella senatoria, in più permetteva il passaggio a una classe più elevata, come se il nuovo senatore avesse già in parte percorso il cursus honorum.
Nei senati dei municipi o delle colonie l'adlectio proveniva spesso dai decurioni, che in questo modo, attribuendo la carica di decurione a chi era estraneo alla comunità del luogo, ma che godesse già della cittadinanza romana, gli facevano acquisire anche la cittadinanza locale. 
Lo strumento dell'adlectio fu usato anche per la nomina a membro degli Augustales, un collegio formato dai cittadini più facoltosi delle province o delle colonie che avessero eretto templi o sacelli per il culto dell'imperatore e della dea Roma dimostrando così la loro fedeltà al governo centrale.
Nella colonia di Narbo Martius (Narbonne), un'iscrizione per la dedica dell'ara Augusti (2 d.C.) riporta la prescrizione secondo la quale ogni anno sei cittadini plebei del luogo, cavalieri romani, fossero scelti per la carica di seviri augustales con l'obbligo di offrire un sacrificio in onore dell'imperatore e di distribuire gratuitamente incenso e vino a tutti gli abitanti del luogo. Durante il I e oltre la metà del II secolo dell'Impero i seviri augustales nei municipi costituirono una vera e propria magistratura dalla durata annuale che successivamente divenne un ordo religioso al quale i nuovi membri venivano ammessi tramite adlectio a farne parte a vita con l'obbligo di offrire spettacoli pubblici gratuiti al popolo. Il titolo poteva essere assegnato anche come semplice riconoscimento onorifico ma in questo caso si veniva denominati semplicemente come Augustales. In epoca più tarda la carica divenne forzata.